# スペックA
スペックAとは2003年にオーイズミが製造・販売した4号機のパチスロ機。
ATやストック全盛期に限りなく付加機能がない「超ノーマル」な機種としてデビューした。リプレイ外しによる効果も絶大であり完璧にこなすことができれば理論上では設定1でも機械割が100％を超える機種だったことから一部ファンから支持を受ける。またBIGボーナス成立の次Gに1枚掛けでBIGをそろえることでBIG中のBGMが変化したり、獲得枚数やJACゲーム時のビタ押しで特殊エンディングを見ることができた。

## 演出
- リールフラッシュ（フラッシュの回数で成立役が変わっている）
- スタート音の遅れ

の2つから成り立っており液晶やドットという演出が一切ないことも特徴である。

## 設置状況
当時、パチスロの射幸心が問題視されていたことから、この機種の登場、定着により射幸心の低下が業界全体で広がればと期待した業界関係者もいたが、オーイズミが当時参入してから日が浅いこともあり設置は思ったほど伸びず、逆にこの年、吉宗や北斗の拳が発売され、人気を得たことからスペックA以降ノーマルAタイプの機種が発売されることはほとんどなくなり、結果、法改正による5号機時代へ突入していった。